# Conquista mongol do Império Corásmio

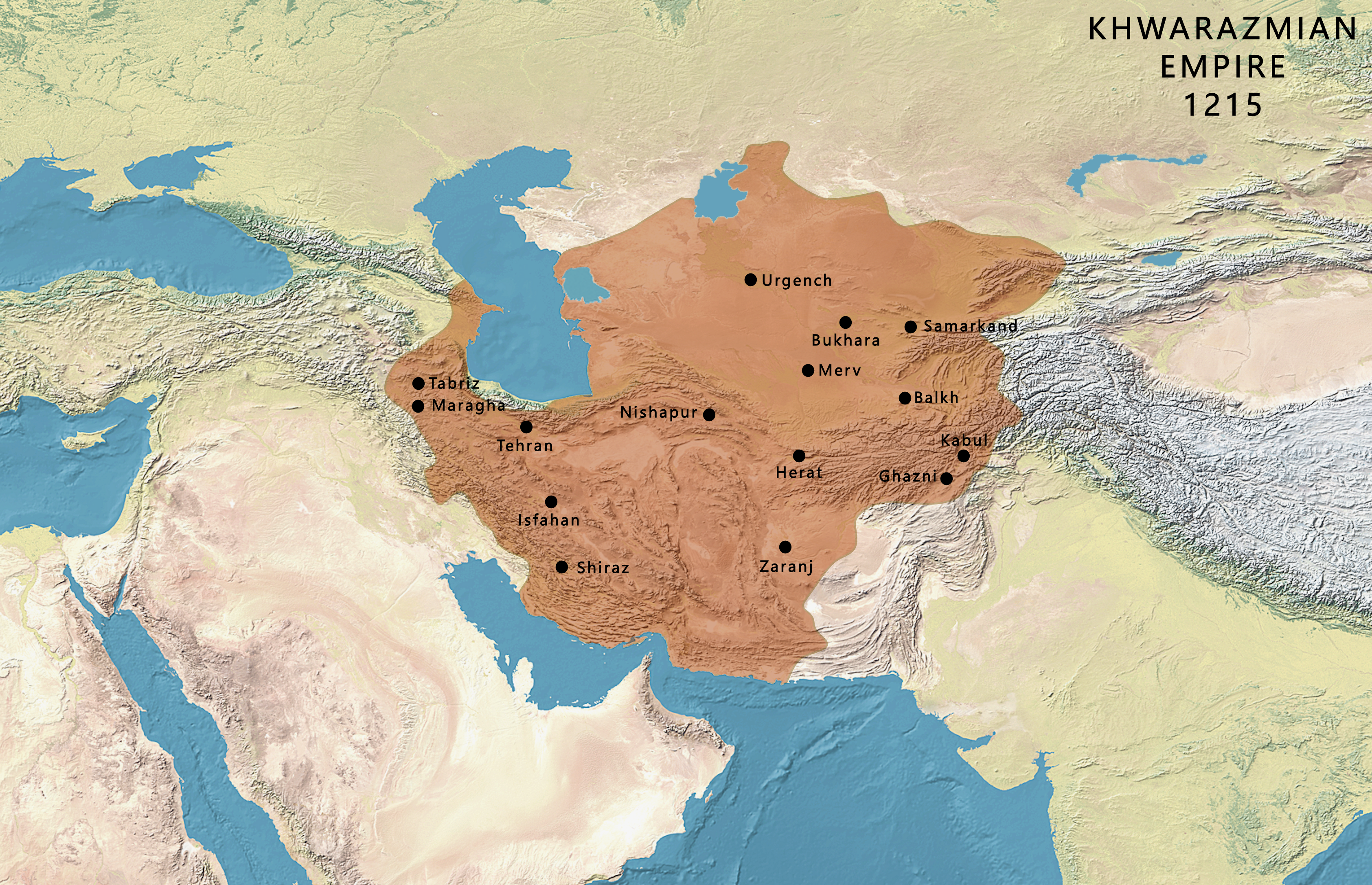
O território do Império Corásmio antes da invasão mongol.

A Invasão mongol da Corásmia durou entre 1219 a 1221. Marcou o início da conquista mongol dos estados islâmico e também expandiu o território sob domínio mongol, que culminou na conquista de quase toda a Ásia.